# Clethra barbinervis
Clethra barbinervis är en tvåhjärtbladig växtart som beskrevs av Philipp Franz von Siebold och Zucc. Clethra barbinervis ingår i släktet Clethra och familjen Clethraceae. Inga underarter finns listade i Catalogue of Life.

## Bildgalleri

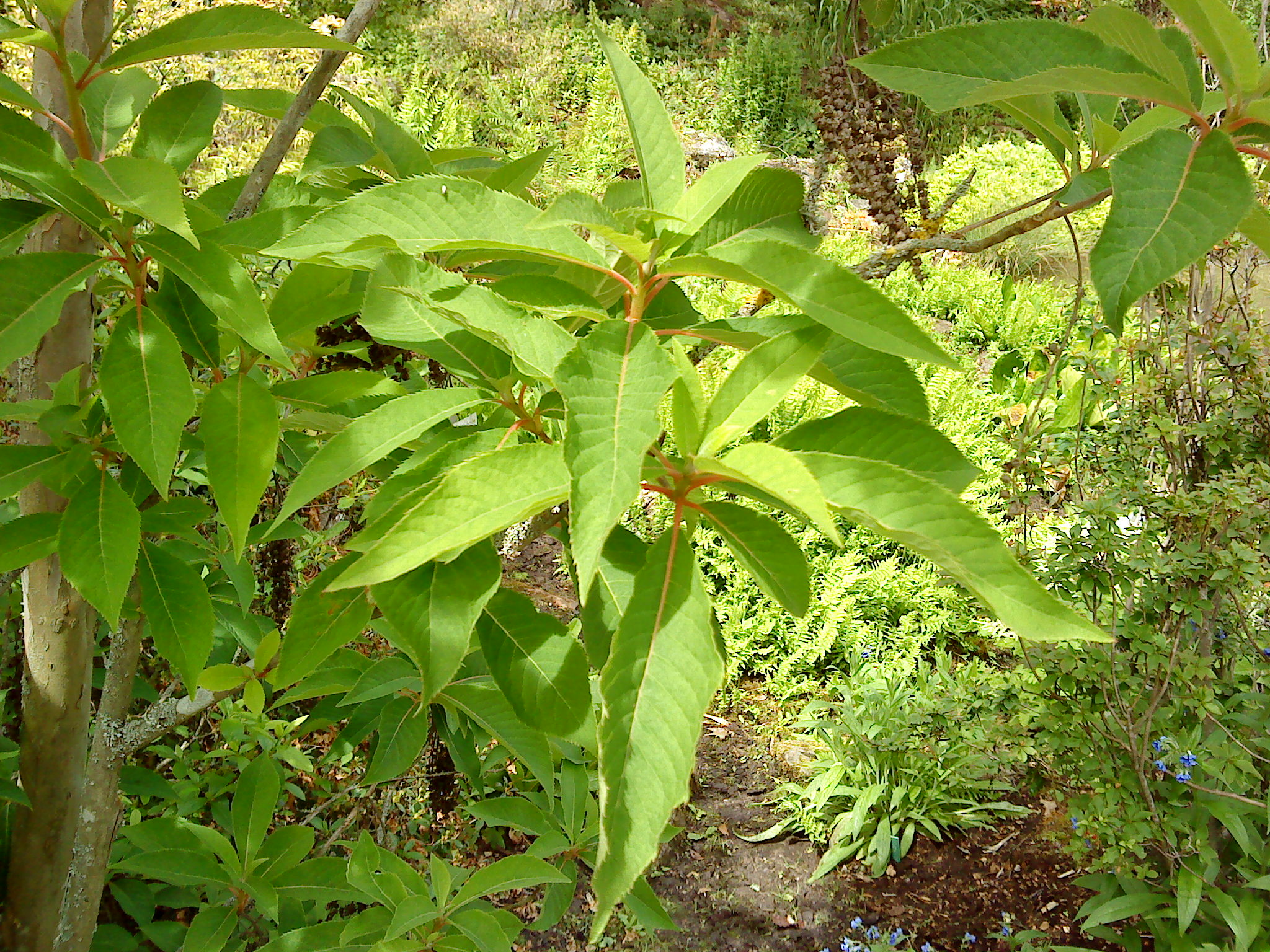
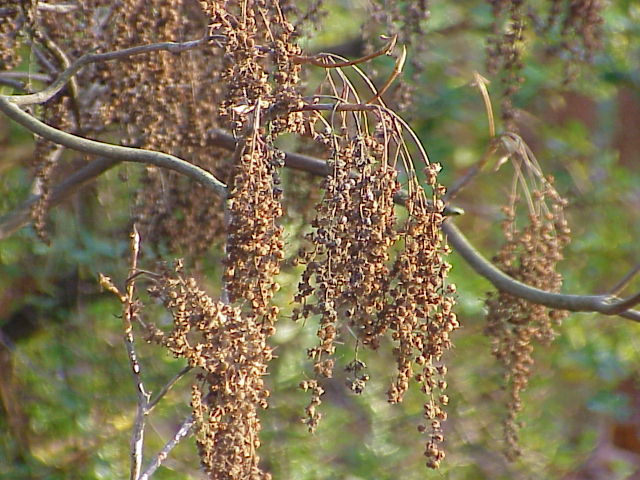
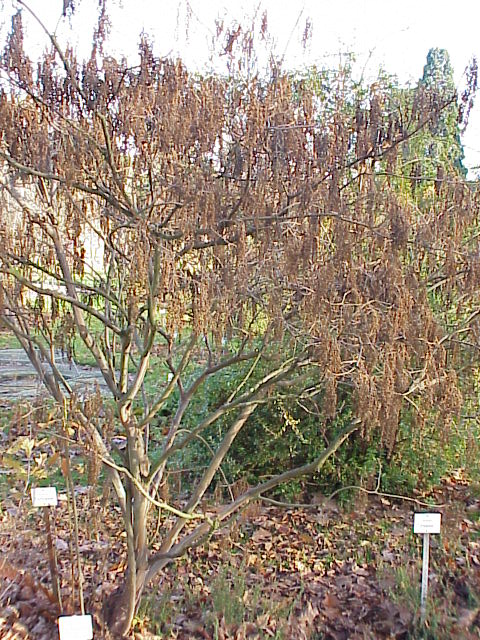
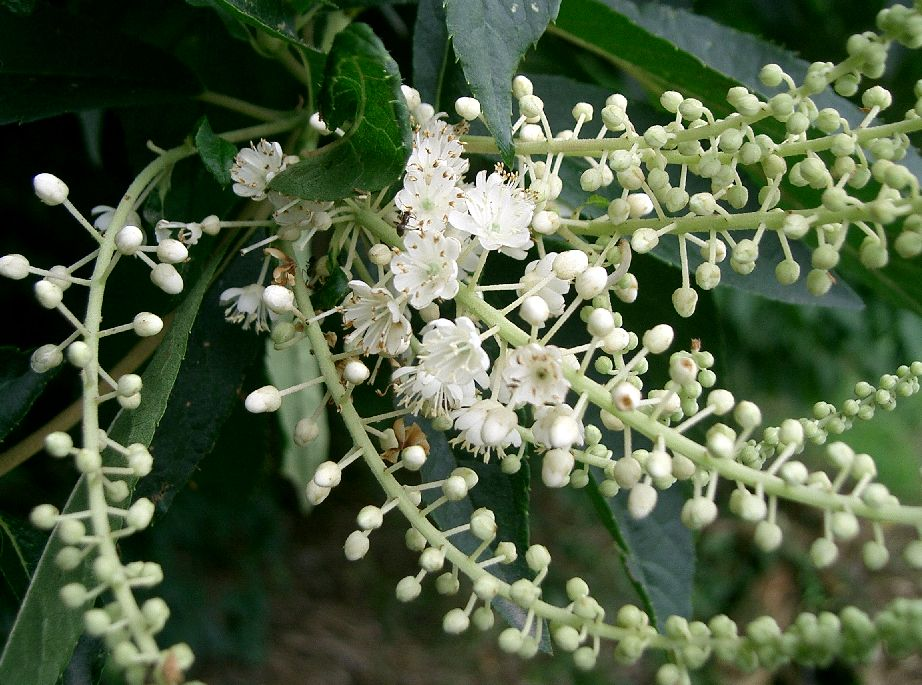
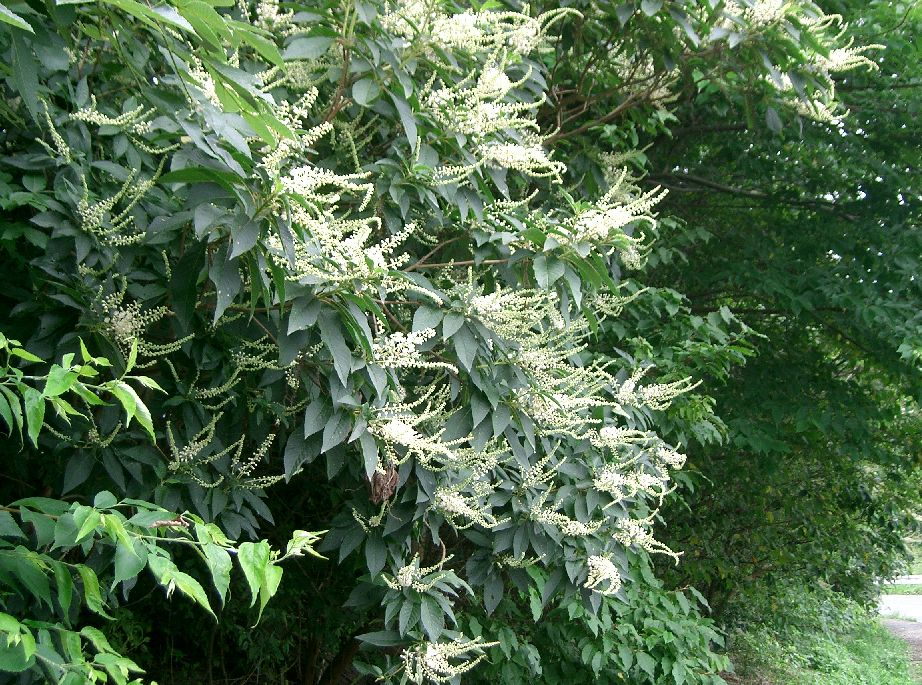
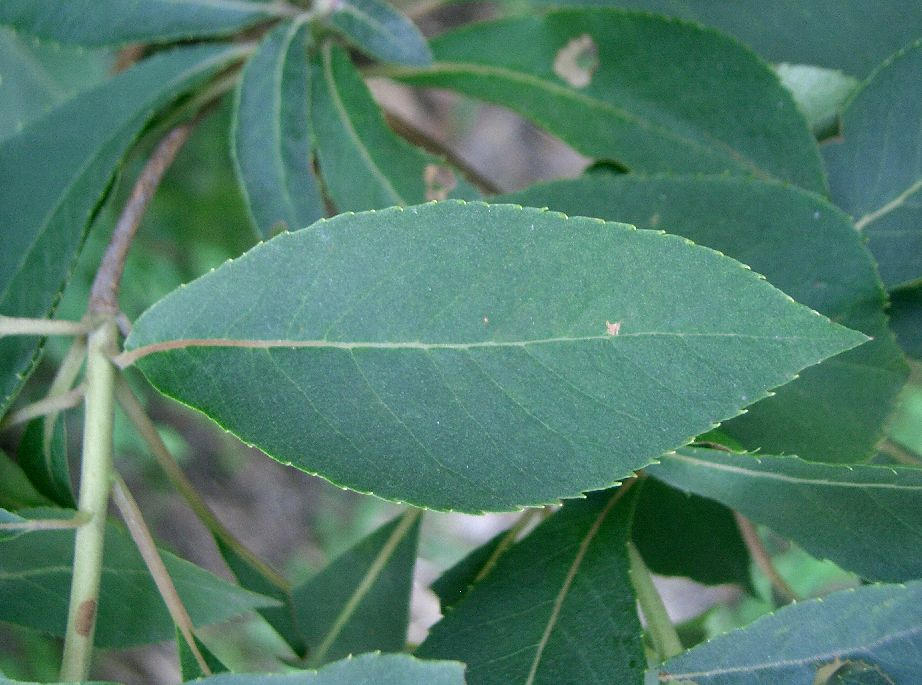